# Blue Happiness
Die Blue Happiness (japanisch ブルーハピネス) ist ein 2017 in Dienst gestelltes Fährschiff der japanischen Reederei Tsugaru Kaikyo Ferry. Sie steht auf der Strecke von Hakodate nach Aomori im Einsatz.

## Geschichte
Die Blue Happiness wurde am 15. Februar 2016 unter der Baunummer 781 in der Werft von Naikai Zosen Setoda Works in Onomichi auf Kiel gelegt und lief am 28. September vom Stapel. Nach der Ablieferung an Tsugaru Kaikyo Ferry am 27. Februar 2017 nahm sie am 11. März den Fährdienst von Hakodate nach Aomori auf. Sie ergänzte dort ihre Schwesterschiffe Blue Mermaid (2014) und Blue Dolphin (2016), 2020 folgte mit der Blue Luminous ein weiteres Schwesterschiff.
Die Blue Happiness kann bis zu 583 Passagiere, 71 LKW und 230 PKW befördern. Die Passagiere an Bord der Fähre können bei ihrer Unterkunft zwischen Suiten, Privatkabinen (Komfortkabinen) und Standard-Schlafsälen wählen. Zudem verfügt das Schiff über einen Raum mit 42 Liegesitzen. Die Blue Happiness verfügt zudem über barrierefreie Toiletten und Kabinen sowie eigene Kabinen zur Mitnahme von Haustieren. Eine Überfahrt des Schiffes dauert etwa drei Stunden und vierzig Minuten.